# Freden i Jassy
Freden i Jassy slöts 9 januari 1792 (27 december 1791 enligt julianska kalendern) mellan Kejsardömet Ryssland och Osmanska riket. Osmanska riket var representerat av Storvesir Koca Yusuf Pasha och Ryssland av Aleksandr Bezborodko.

## Bakgrund
Efter att krimkhanerna besegrats av Ryssland under ledning av Aleksandr Suvorov år 1777 och krimkhanerna kommit under rysk överhöghet började den ryska inflyttningen av kristna ryssar, ukrainare, greker och armenier till Krim. Detta ledde till ekonomisk kollaps och inbördeskrig mellan khanerna. År 1783 annekterades Krim av Katarina II, "från och med nu och för all framtid"; detta erkändes av Osmanska riket i Freden i Jassy.
Staden Jassy, idag Iași, är belägen i dagens Rumänien i det historiska området Moldova, nära gränsen till dagens Moldavien.